# Metropolitana di Harbin
La metropolitana di Harbin è la metropolitana che serve la città cinese di Harbin.